# Duccio di Buoninsegna

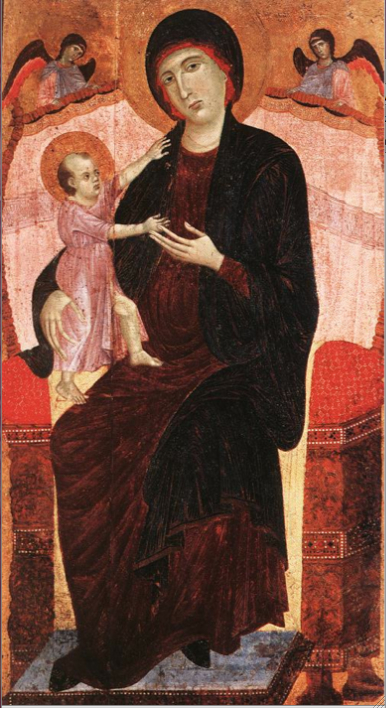
Madonna Gualino, Galleria Sabauda, Turijn

Duccio di Buoninsegna (verm. Siena, ca. 1255 - Siena, 1318- 1319) was een invloedrijke Italiaanse kunstschilder. Hij wordt beschouwd als de vader van de Sienese school en een van de grondleggers van de schilderkunst van het westen. Duccio was blijkbaar opgeleid om te schilderen in de Byzantijnse stijl, maar slaagde erin deze een nieuwe dimensie te geven door de menselijkheid en expressiviteit die hij aan zijn figuren meegaf.
Hij kreeg verschillende grote opdrachten van de stad Siena zelf, maar ook uit Florence en Perugia.

## Biografie

### Biografische gegevens
Er zijn vrij veel gedocumenteerde feiten over het leven van Duccio teruggevonden, maar zijn exacte geboortedatum kennen we niet. Op basis van zijn eerste geattesteerde werk in 1278 wordt algemeen aangenomen dat hij geboren werd in 1255. Zijn vader heette Buoninsegna, maar zou in Camporeggio geleefd hebben toen Duccio geboren werd. Duccio had een zus, Betta, en een broer, Buonaventura, die de vader was van Segna, ook een schilder.
Hij wordt voor het eerst vermeld in 1278 als hij van de stad Siena de opdracht krijgt om twaalf koffers voor het stockeren van documenten te versieren. Het was in die tijd niet ongewoon dat een gevestigd schilder dergelijke opdrachten kreeg en aangezien de documenten hem "schilder" noemen en hij blijkbaar zelfstandig werkte, kan men daaruit besluiten dat hij in 1278 een volleerd en zelfstandig schilder was. In 1279 kreeg hij de opdracht om de boekplatten van de boeken van de Camerlengo en van de Quattro Conservatori dello Stato van de stad te beschilderen. Dergelijke opdrachten kreeg hij nog herhaaldelijk: in 1285, 1291, 1292, 1294 en 1295.
De vrouw van Duccio heette Taviana, en ze hadden samen zeven kinderen. Twee van zijn zoons, Galgano en Giorgio, waren schilders, maar er is verder niets geweten over hun werk. Duccio overleed vóór 3 augustus 1319 want van die datum is er een document gevonden waarin de kinderen afzien van de erfenis. Andere documenten wijzen op een overlijden in 1318.

### De boetes
In de archieven van Siena zijn talrijke documenten teruggevonden die veroordelingen en boetes documenteren die Duccio opliep (1280, 1285, 1289, 1294, 1295, 1299, 1302, 1309 en 1310). Hieruit zou blijken dat hij vrij koppig was en makkelijk rebelleerde tegen gezag. Misschien werd hij tot dergelijke reacties verleid door zijn artistieke faam en bekendheid. Er zijn verschillende documenten die handelen over wanbetaling, wat laat veronderstellen dat hij zijn zaken vrij wanordelijk beheerde en moeite had met het beheren van geld.

## Werken
Ondanks de talrijke documenten die aan Duccio gerelateerd kunnen worden, zijn er maar twee werken die men op basis van documenten aan hem kan toewijzen: de Madonna Rucellai en de Maestà van de Dom van Siena. Voor alle andere werken zijn de toeschrijvingen gebaseerd op stijlkenmerken. Stilistisch is het verschil tussen deze werken vrij groot. Ze tonen dus een belangrijke evolutie in de stijl van de meester.

#### Vroege werken
Het eerste schilderij dat tot op heden bewaard is gebleven, de Madonna Gualdino, werd geschilderd tussen 1280 en 1283. De opdrachtgever is onbekend. De stijl doet denken aan Cimabue, de leermeester van Giotto. Het werk werd zelfs lange tijd aan hem toegeschreven. Het wordt nu bewaard in de Galleria Sabauda in Turijn. Vanwege de gelijkenis van dit werk met de stijl van Cimabue hebben de kunsthistorici lang gedacht dat Duccio een leerling van hem was, maar tegenwoordig is men van dat idee afgestapt. De stijl van de jonge Duccio was toch al zo ver verwijderd van die van Cimabue dat men die these heeft laten varen. De kunsthistorici zijn het er wel over eens dat Duccio in zijn vroege periode sterk beïnvloed was door de Florentijnse schilder, en sommigen stellen nog altijd dat beide kunstenaars zouden hebben samengewerkt.
Zijn volgende werk is de zogenoemde Madonna van Crevole, die hij tussen 1283 en 1284 schilderde voor de Pieve di Santa Cecilia in Crevole in de gemeente Murlo.
Op 25 april 1285 kreeg Duccio de opdracht van de Compagnia dei Laudesi voor het schilderen van een groot altaarstuk voor de Santa Maria Novella in Florence. Dit schilderij is nu gekend als de Rucellai Madonna omdat het nadien terechtkwam in de kapel van de gelijknamige familie. Giorgio Vasari schreef het werk in zijn Vite toe aan Cimabue. Ondanks het feit dat het origineel van de opdracht in 1790 gevonden werd en in 1854 gepubliceerd, zou het tot 1889 duren eer de fout van Vasari door Wickhoff werd rechtgezet, en ook daarna bleef het voor vele kunsthistorici moeilijk om toe te geven dat een belangrijk werk voor een belangrijke kerk in Florence toegewezen was aan een jonge Sienees in plaats van aan de befaamde Florentijn Cimabue. De toewijzing aan Duccio wordt vandaag algemeen erkend.

#### Mature werken
Er zijn in de Sienese archieven behoorlijk wat documenten teruggevonden die de activiteiten van Duccio documenteren. Zo kreeg hij in 1302 de opdracht voor een altaarstuk voor de kapel in het Palazzo Pubblico. Dit werk is niet bewaard gebleven. Daarvoor schilderde hij ook nog de Madonna in trono tra angeli (Getroonde Madonna tussen engelen) (1290-1295). Men weet niet wie hiervoor de opdrachtgever was. Het werk wordt vandaag bewaard in het Kunstmuseum Bern. Het toont duidelijk de vooruitgang die Duccio maakte in de ruimtelijke voorstelling in vergelijking met zijn Madonna Rucellai. Uit de periode tussen 1285 en het begin van de 14e eeuw zijn een aantal altaarstukken bewaard die niet gesigneerd en niet gedocumenteerd zijn, waarvan er verschillende worden toegeschreven aan Duccio.
Een ervan waarover de kunsthistorici het eens zijn om het toe te schrijven aan Duccio is de Madonna met Kind uit de kerk van Petrus en Paulus in Buonconvento, nu bewaard in het Museo di arte sacra della Val d'Arbia, in Buonconvento. Vroeger werd dit werk gedateerd omstreeks 1280, maar volgens recente studies en documenten over het verblijf van Duccio in Buonconvento na 1290 wordt het tegenwoordig gedateerd tussen 1290 en 1295.
Ook de Madonna met Kind en engelen, op basis van stilistische kenmerken gedateerd op 1300-1305, zou van de hand van Duccio zijn en werd oorspronkelijk gemaakt voor de basiliek van de heilige Dominicus in Perugia. Twee werken die zich nu in Londen bevinden - een triptiek in de koninklijke collectie en een triptiek van een Madonna met Kind tussen de heiligen Dominicus en Aurea van Ostia - zouden tot het latere werk gerekend worden.
Een Madonna met Kind (circa 1300) die deel uitmaakte van de Stoclet-verzameling werd in november 2004 voor meer dan 45 miljoen dollar gekocht door het Metropolitan Museum of Art in New York, de duurste aankoop van het museum ooit. Ondertussen was er een controverse over de toeschrijving van dit werk aan Duccio, maar Keith Christiansen van het Metropolitan Museum is na grondig onderzoek van het paneel, de gebruikte pigmenten en de ondertekening, vrij zeker van zijn zaak. Dit kleine werkje is een bijzonder mooi voorbeeld van het samengaan van Byzantijnse en gotische stijl.
Ook omstreeks 1285, waarschijnlijk vóór de Madonna Rucellai, schilderde hij de Madonna col Bambino e tre Francescani in adorazione (Madonna met Kind en drie franciscanen in aanbidding), een klein werk dat momenteel bewaard wordt in de Pinacoteca Nazionale di Siena en dat beschouwd wordt als het meesterwerk van Duccio uit zijn vroege periode.
Na de Madonna Rucellai kreeg Duccio de opdracht voor het ontwerp van een glasraam voor de dom van Siena. Het origineel wordt nu bewaard in het Museo dell'Opera del Duomo. Hij maakte het ontwerp tussen 1287 en 1288. Het glasraam zelf werd gerealiseerd door gespecialiseerde ambachtslui. Het is het oudste gekende glasraam dat in Italië gemaakt werd.

### Maestà

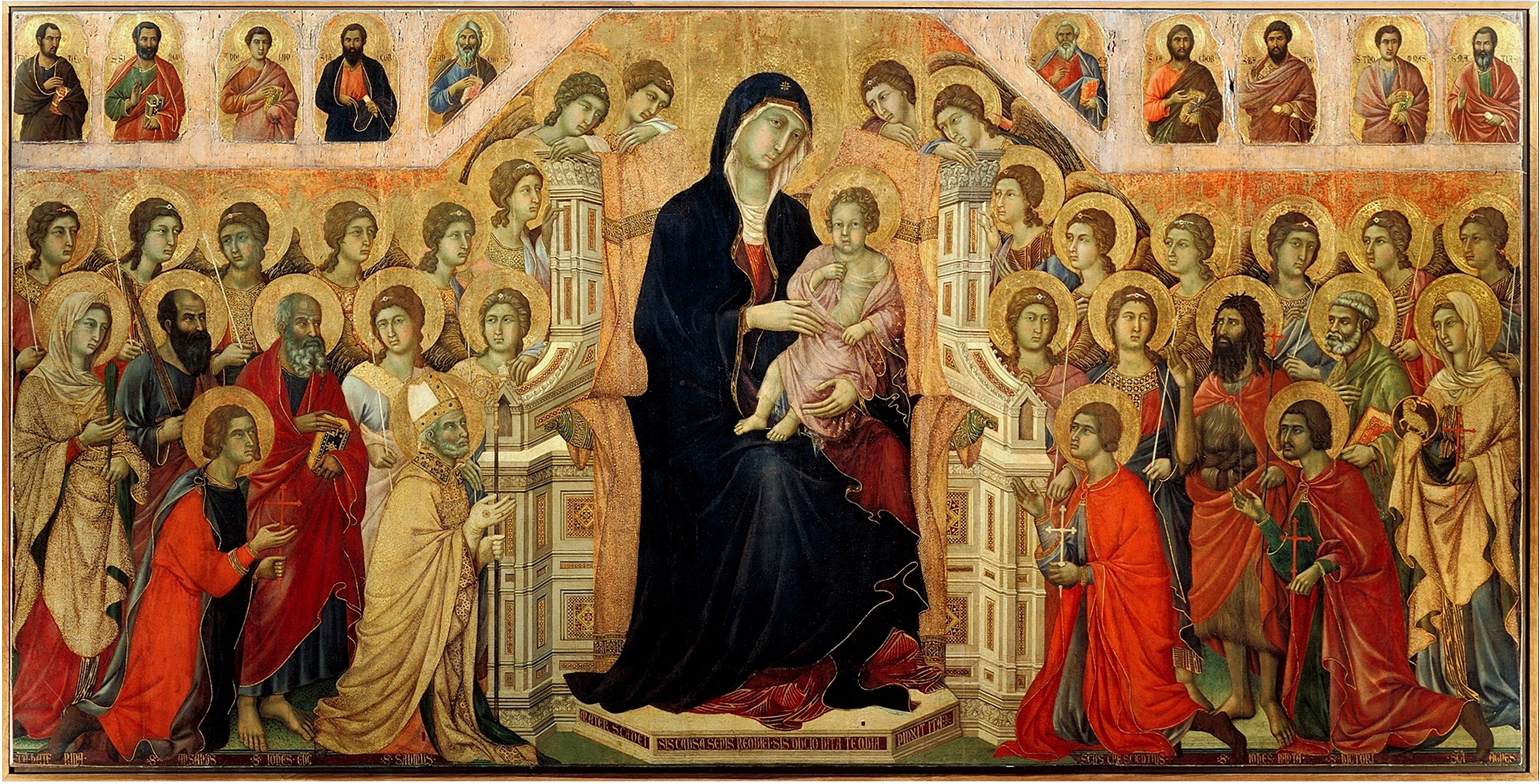
Centrale paneel van de Maestà

In een document van 9 oktober 1308 is er in de archieven sprake van de Maestà die moet geschilderd worden voor het hoofdaltaar van de dom. De opdracht wordt toegewezen aan Duccio. Op 9 juni 1311 wordt het werk met grote festiviteiten overgebracht van het atelier van de schilder naar de dom.
Het contract stipuleerde verschillende eisen, onder meer dat het werk volledig eigenhandig moest worden uitgevoerd en dat hij ondertussen geen ander werk mocht aannemen. Duccio kreeg een dagloon van zestien soldi als werkloon. Daarbovenop kwamen de materiaalkosten voor het voorbereiden van de panelen, het bladgoud en de pigmenten.

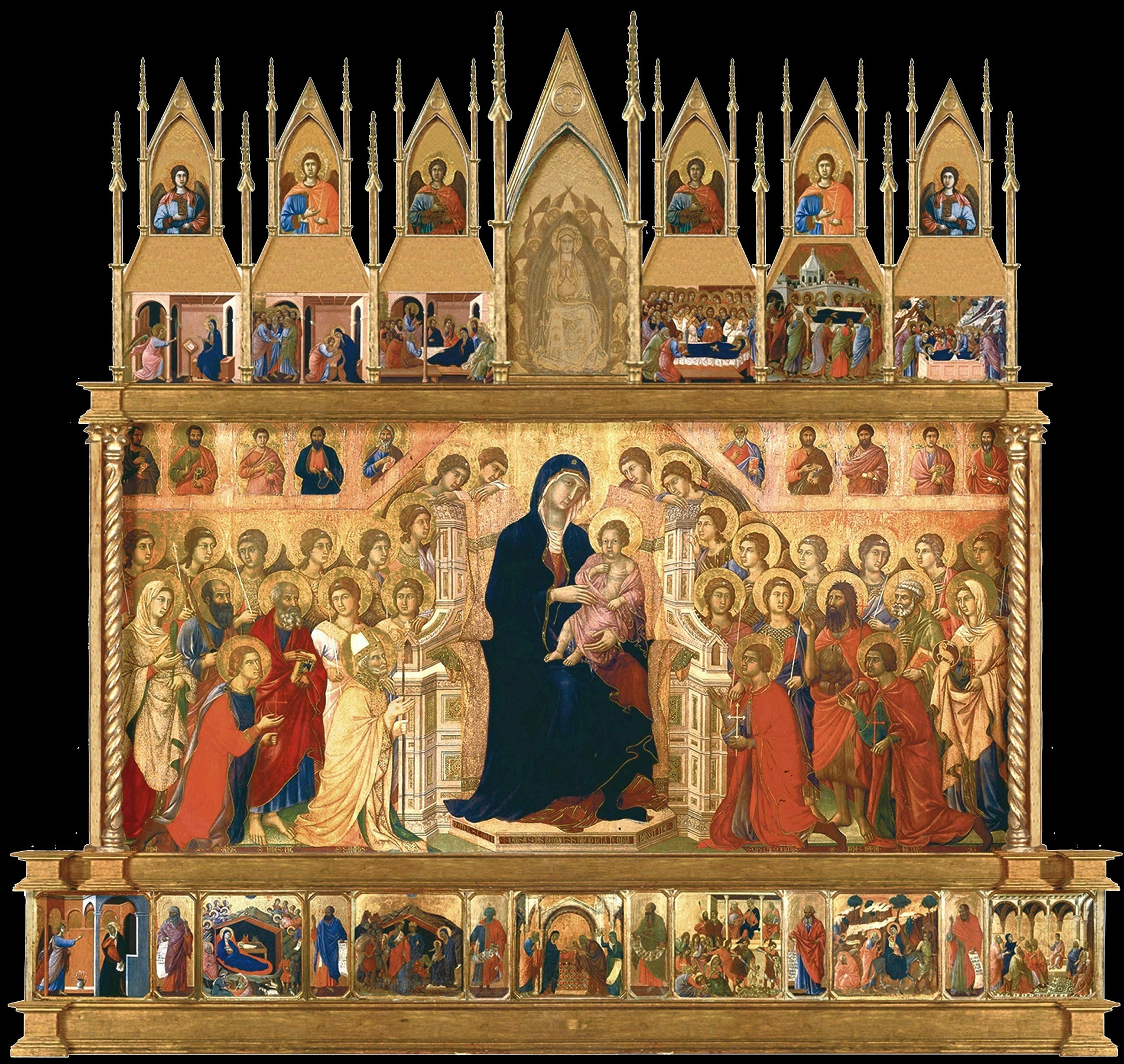
Virtuele reconstructie van de voorzijde van de Maestà

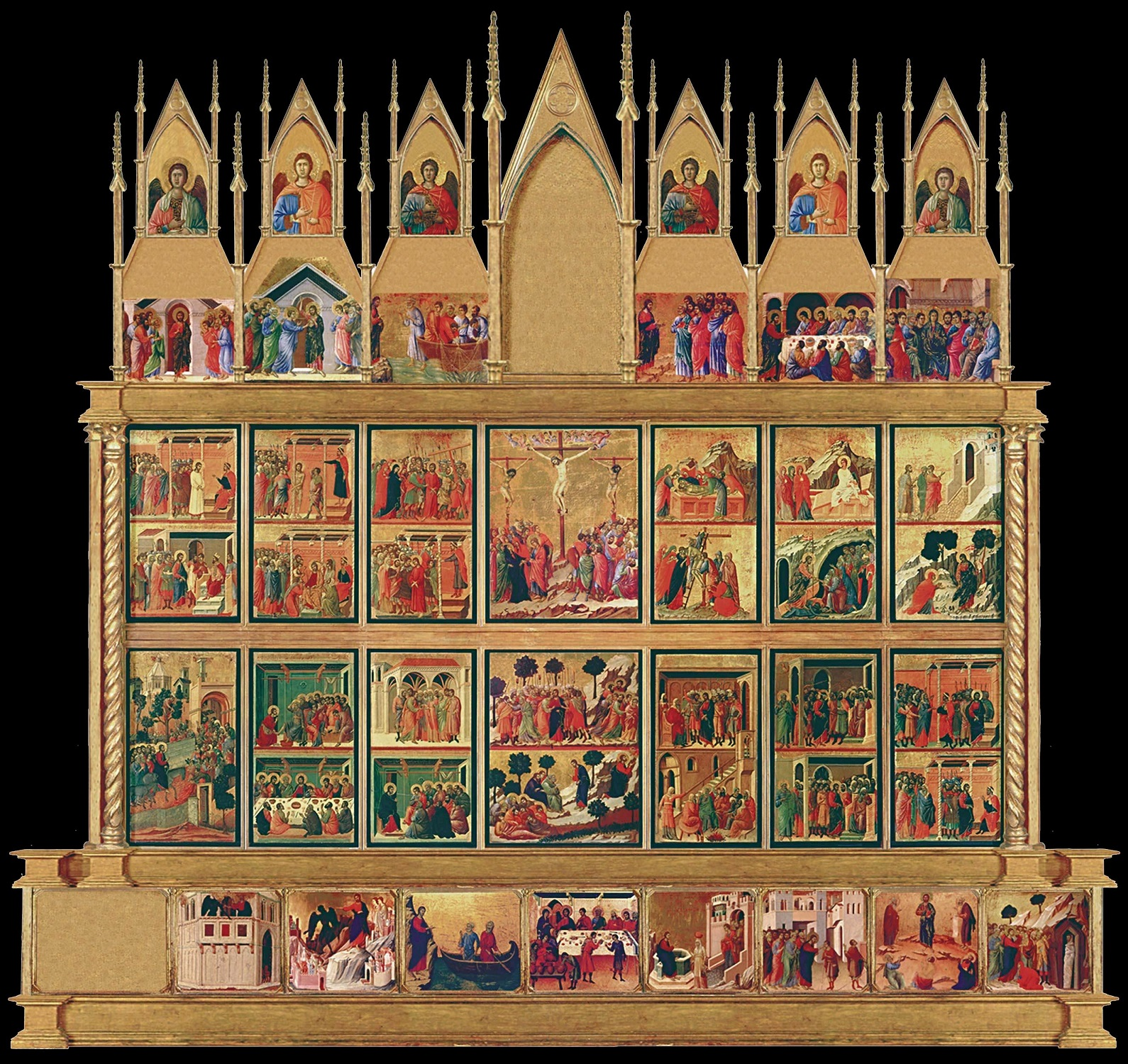
Virtuele reconstructie van de achterzijde van de Maestà

De voorzijde van het altaarstuk (425 x 212 cm) was een grote compositie, met in het midden een getroonde Madonna met Kind, omringd door twintig engelen en zes heiligen, van links naar rechts Catharina, Paulus, Johannes de Evangelist, Johannes de Doper, Petrus en Agnes. De vier patroonheiligen van de stad (Sant'Ansano, San Savino, San Crescenzio en San Vittore) werden geknield voor de troon van de Madonna geplaatst. Boven het hoofdpaneel waren de apostelen afgebeeld in buste. Daarboven in de omlijsting van gotische pinakels waren zes taferelen uit de laatste dagen van het leven van Maria, met daarboven zes engelen. Onderaan was er een predella met zeven taferelen uit de kindertijd van Jezus, telkens gescheiden door het beeld van een profeet uit het Oude Testament.
De achterzijde toonde een serie van 26 taferelen uit het passieverhaal met centraal de kruisiging. De predella bevatte op de achterzijde negen afbeeldingen uit het openbaar leven van Christus. De kroon toonde zes taferelen met de verschijningen van Christus na zijn verrijzenis, met daarboven zes engelen.
De Maestà bleef boven het hoofdaltaar hangen tot in 1505, toen het voor herstelling werd opgesteld naast het altaar van Sint-Sebastiaan. Op 1 augustus 1771 werd het paneel overgebracht naar de kerk van de Carceri di Sant'Asano in Castelvecchio van Siena om daar ontmanteld en verzaagd te worden. Het majestueuze werk werd in zeven verticale stukken verzaagd overeenkomstig de breedte van de taferelen op de achterzijde. Blijkbaar had men maar weinig oog voor de schade die men toebracht aan de voorzijde. Daarna werden de zeven deelpanelen in de dikte doormidden gezaagd om voor- en achterzijde van elkaar te scheiden. De zeven secties van de voorzijde werden dan opnieuw samengevoegd tot één paneel. Ook de panelen met de achterzijde werden weer samengevoegd, maar de gotische pinakels met de passiescènes werden eerst verwijderd. De panelen van de predella en van de bekroning van het origineel werden na het verzagen niet weer samengevoegd, maar werden verspreid opgehangen in de sacristie. Verschillende paneeltjes gingen later verloren. De weer samengevoegde voorzijde werd boven het altaar van de heilige Ansano gehangen, de achterzijde bij het sacramentsaltaar. De pinakelpaneeltjes bevinden zich vandaag allemaal in de Opera del Duomo, maar delen van de predella en de kroon bevinden zich in verschillende musea verspreid over heel de wereld, waaronder de National Gallery in Londen, de National Gallery of Art in Washington D.C., de Frick Collection in New York, het Museo Thyssen-Bornemisza in Madrid, het Szépművészeti Múzeum in Boedapest en het Kimbell Art Museum in Fort Worth. Ook sommige engeltjes uit de kroon raakten verspreid en kwamen terecht in het Mount Holyoke College Art Museum in South Hadly, Massachusetts, het Philadelphia Museum of Art in Philadelphia, de Stoclet-verzameling in Brussel (ondertussen verkocht) en in Huis Bergh in 's-Heerenberg.

### Laatste werken
Er is weinig betrouwbare informatie beschikbaar over de periode tussen de Maestà en het overlijden van Duccio. Het centrale paneel van de polyptiek van het hospitaal van Santa Maria della Scala is waarschijnlijk van de hand van Duccio en kwam tot stand na de Maestà. Daarnaast is er ook de Maestà van de Duomo van Massa Marittima die gedateerd wordt op 1316 en toegeschreven aan de meester.

## Voetnoot
Dat Duccio geen gewoon bescheiden man was mag blijken uit de voetnoot die hij aanbracht op de troon van de Madonna. Die luidt "MATER S(AN)C(T)A DEI SIS CAUSA SENIS REQUIEI SIS DUCIO VITA TE QUIA PINXIT ITA", wat kan vertaald worden als "Heilige Moeder Gods geef vrede aan Siena en geef een lang leven aan Duccio die u op deze wijze schilderde". Het was in die tijd geen gewoonte dat een schilder zijn werk signeerde en zeker niet op een dergelijk opvallende plaats en met een dergelijke tekst. Normalerwijze zou hij zich beperkt hebben tot "Hoc opus fecit Duccio" of "Duccio me fecit" ergens in het kader van het werk. Dat Duccio het zich kon veroorloven om zijn werk op een dergelijke manier te signeren, en daar waarschijnlijk ook expliciet de toestemming voor kreeg, getuigt van het aanzien dat hij genoten moet hebben in Siena.

## Stijlkenmerken
Bij de aanvang van zijn carrière werkte Duccio duidelijk in de Byzantijnse stijl die doet denken aan Cimabue. Dit heeft ertoe geleid dat sommige onderzoekers hem plaatsten als leerling en/of medewerker van deze Florentijnse schilder. Maar de jonge Duccio kon duidelijk kennis maken met de gotiek die aan de andere zijde van de Alpen in volle ontwikkeling was. Siena lag aan de Via Francigena of de Frankenweg, de oude pelgrimsroute die van het noorden van Europa naar Rome liep en van daar verder naar de Zuid-Italiaanse havens, het Heilige Land en Constantinopel. Siena was daardoor een belangrijk handelsknooppunt en een knooppunt van artistieke uitwisseling. De Sienese kunstenaars leerden op die manier de producten van hun collega's uit Europa en het oosten kennen en anderzijds raakte de Sienese kunst over Europa verspreid en kon zo zijn stempel drukken op de schilderkunst in heel Europa. Hij ging dan ook typisch Byzantijnse iconen die al honderden jaren op dezelfde manier geschilderd werden aanpassen aan de gotische stijl. Hij gaat de harde lijnen van zijn Byzantijnse voorbeelden verzachten en geeft door een subtiele modellering van de gewaden een lichamelijke aanwezigheid aan zijn figuren. Hij introduceert menselijkheid en emotie in zijn composities: een madonna van Duccio kijkt liefdevol naar haar kind, het wordt een portret van moeder en kind in de plaats van een portret van de Madonna en Christus. Hij gaat de ruimte op zijn werken inventief indelen en hanteert een warm palet. Hij is bovendien een van de eersten om zijn figuren in een architecturaal kader te plaatsen en was een groot verteller in zijn werken.

## Opvolgers
Duccio had een grote invloed op de schilderkunst van zijn tijd in Siena. Hij had een aantal leerlingen die duidelijk zijn stijl voortzetten, zoals Segna di Bonaventura en Ugolino di Nerio. Maar ook schilders als Simone Martini en de gebroeders Ambrogio en Pietro Lorenzetti zullen elementen van de stijl van Duccio gebruiken, maar ontwikkelden duidelijk hun eigen beeldtaal. Daarnaast zijn er een aantal anonieme meesters die zeer dicht aanleunen bij de stijl van Duccio, zoals de Meester van Badia a Isola, de Meester van Città di Castello, de Monte Olivetti Meester, de Hoodhart Meester en de Vertine Meester.